# Troudnatec pásovaný
Troudnatec pásovaný (Fomitopsis pinicola) je víceletá dřevokazná houba z řádu chorošotvarých. Svým vzhledem i použitím je podobná troudnatci kopytovitému, který se od něj liší šedavými až hnědavými póry a zrnitým jádrem uvnitř horní části plodnice.

## EPPO kód

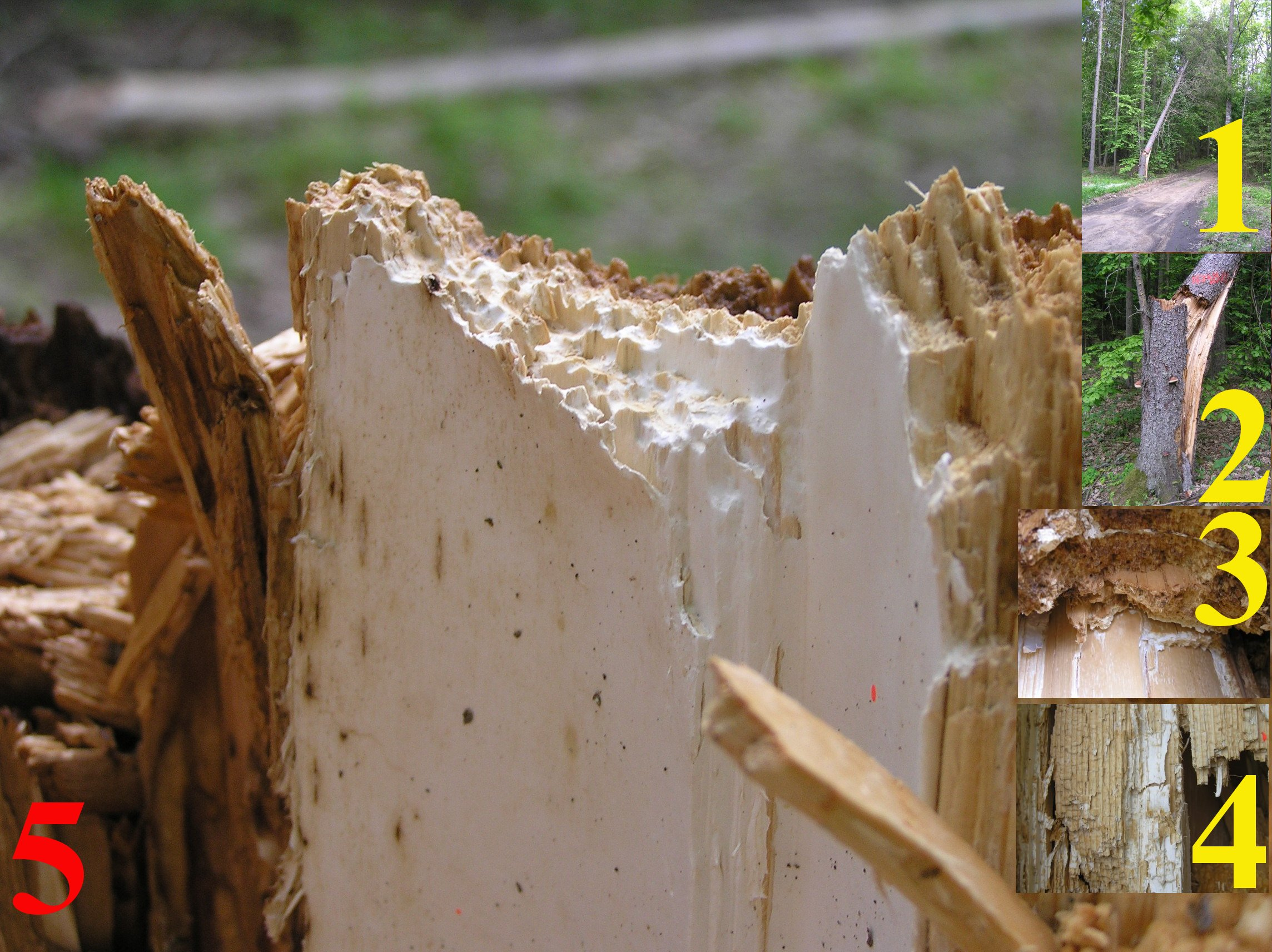
Mycelium (syrocium) na dřevní hmotě.

FOMEPI 

## Synonyma patogena

### Vědecké názvy
Podle biolib.cz je pro patogena s označením Fomitopsis pinicola používáno více rozdílných názvů, například Antrodia serpens nebo Polyporus marginatus. Seznam synonym (50) viz Index fungorum 

## Zeměpisné rozšíření
Evropa, Severní Amerika, některé oblasti v Asii a Japonsku

## Hostitel
Saprofyt i parazit, je polyfágní, napadá prakticky všechny listnáče i jehličnany. Podle některých zdrojů jsou hostitelem nejčastěji listnáče, ale lze jej najít i na jehličnanech. Často je napadán:
- javor Acer
- jírovec Aesculus
- bříza Betula
- buk Fagus
- borovice Pinus
- smrk Picea

Napadá i ovocné dřeviny. Podle informací na eol.org roste na živých a mrtvých jehličnatých stromech a méně často na listnatých stromech.

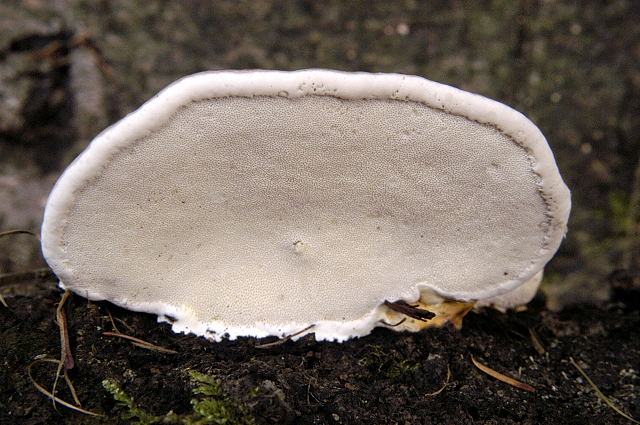
Podhled na plodnici Fomitopsis pinicola.

## Příznaky
Plodnice na kmeni, mycelium pod borkou.

### Možnost záměny
Lesklokorka ploská (Ganoderma applanatum) má tenčí plodnice, ústí rourek omačkáním hnědne a uvolňuje hnědý výtrusný prach

## Význam
Patogen na vzrostlých dřevinách. Bílé mycelium rychle proniká kmenem a poškozené dřeviny se lámou. V případě infekce kmene je velké riziko narušení statiky stromu. Plodnice houby jsou nejedlé, ale lze je používat jako troud.

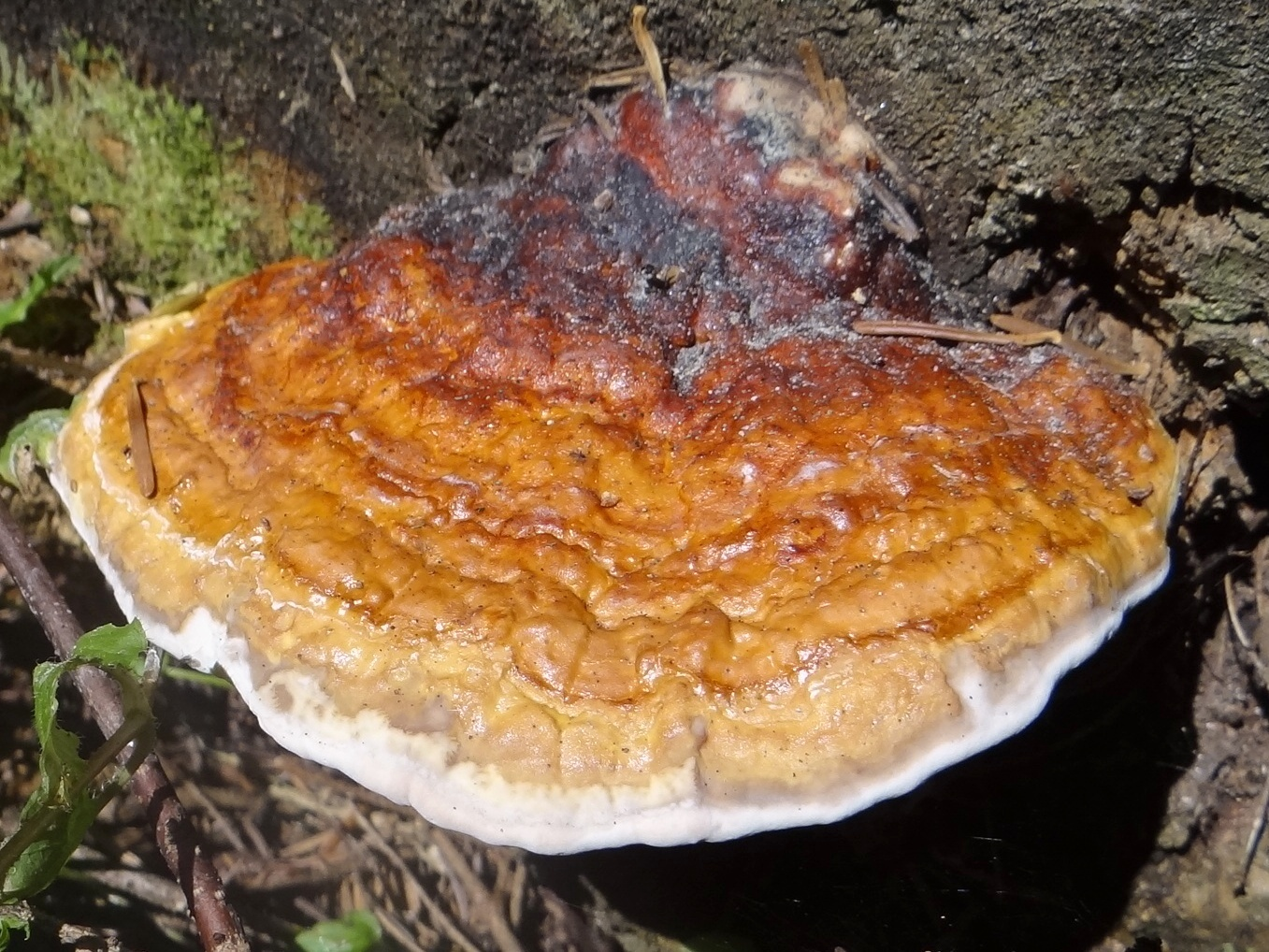
Pohled na plodnici seshora.

## Popis

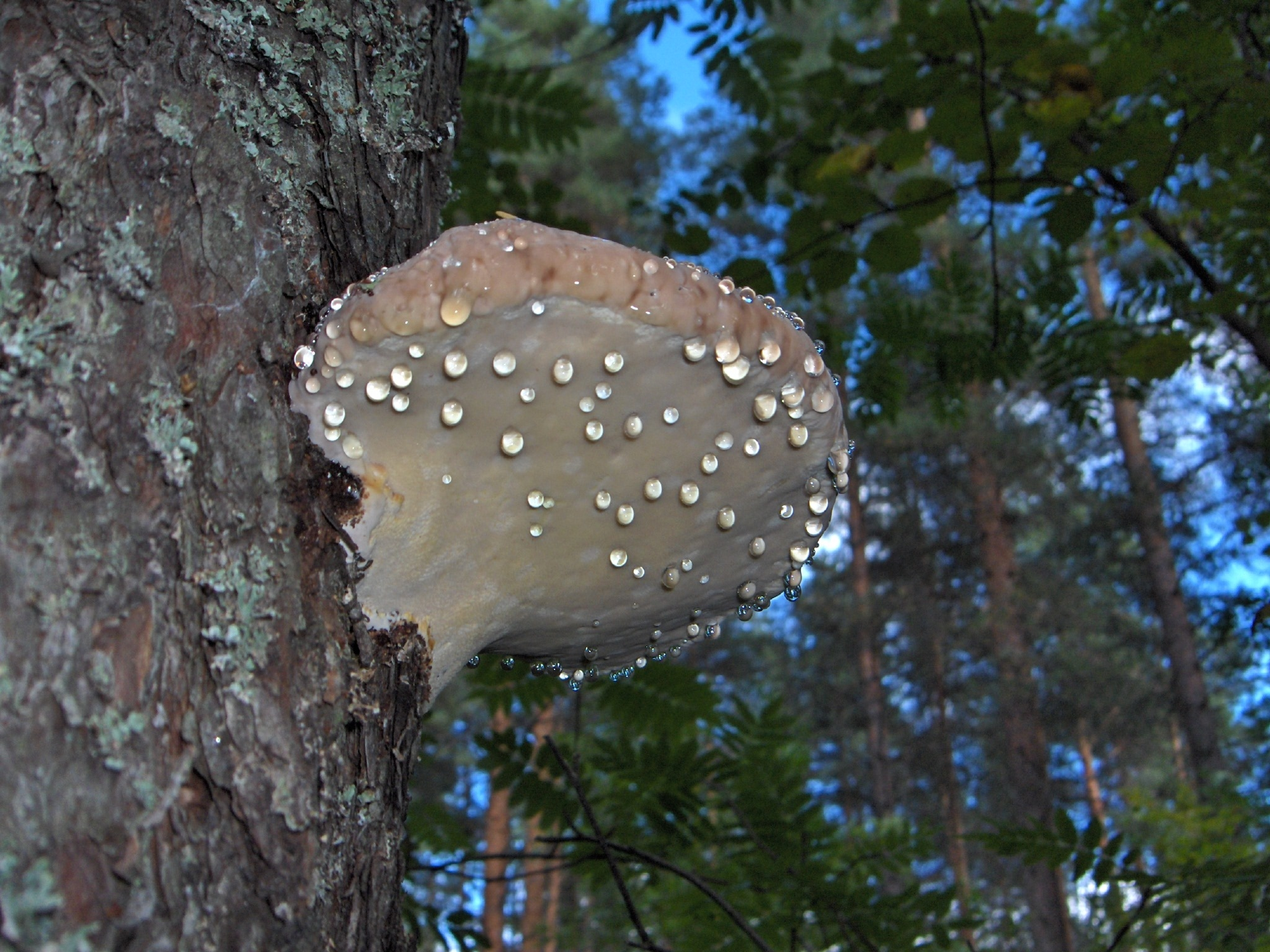
Gutace.

Víceleté plodnice kopytovitého, trojúhelníkového nebo polokruhovitého tvaru. Plodnice jsou tvrdé a pevné, až 30 - 40 x 25 x 10 cm, postupně přirůstají, nejmladší vrstva bývá oranžovožlutá s bílým okrajem. Povrch plodnic je více či méně hladký, pásovaný od přirůstajících vrstev, v mládí bochánkovitého tvaru, barva hnědá u mladých plodnic, později šedohnědá až šedá, dužnina měkká, rezavě hnědá, se zrnitým jádrem, rourky hnědé, v ústí krémové, světle hnědé, 3–4 mm široké, ronící nažloutlé kapky, otlačením v mládí tmavnoucí, krémový až bledě žlutý výtrusný prach. Výtrusy jsou hladké, oválné, 6-8×3-4,5 µm velké.
Způsobuje hnědou hnilobu, při které se dřevo hranolovitě rozpadá. Pod odloupnutou kůrou je viditelné bílé syrocium, které prostupuje hnědou hmotu rozpadajícího se dřeva v podélném směru. K zlomům kmene dochází v místě nejpokročilejší hniloby. Troudnatec pásovaný (Fomitopsis pinicola) má bílou dužninu plodnice, působí hnědé tlení a plodnice má charakteristický zápach po tříslu.

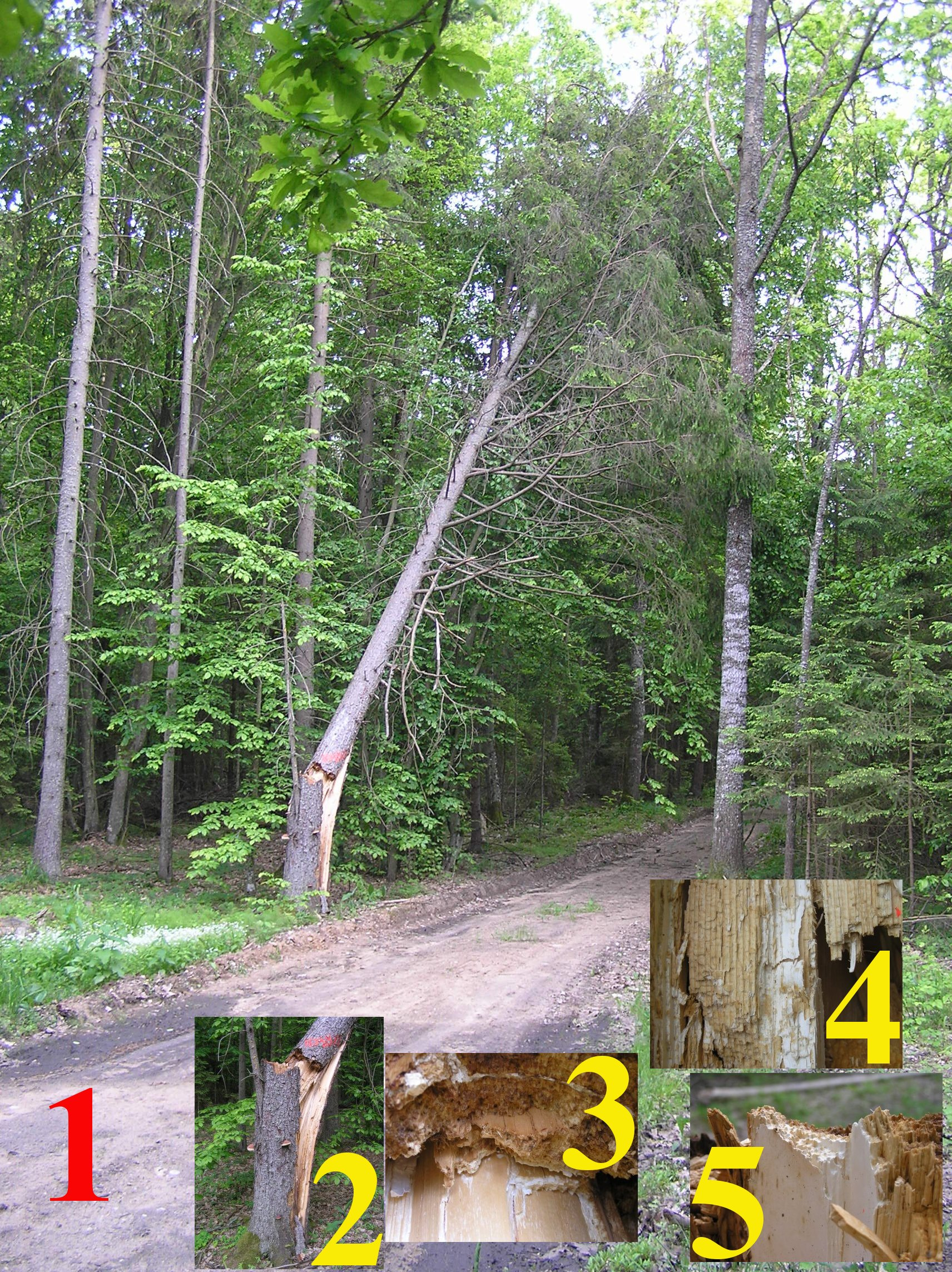
Poškozený strom, Białowieża, Bělověžský les, Polsko.
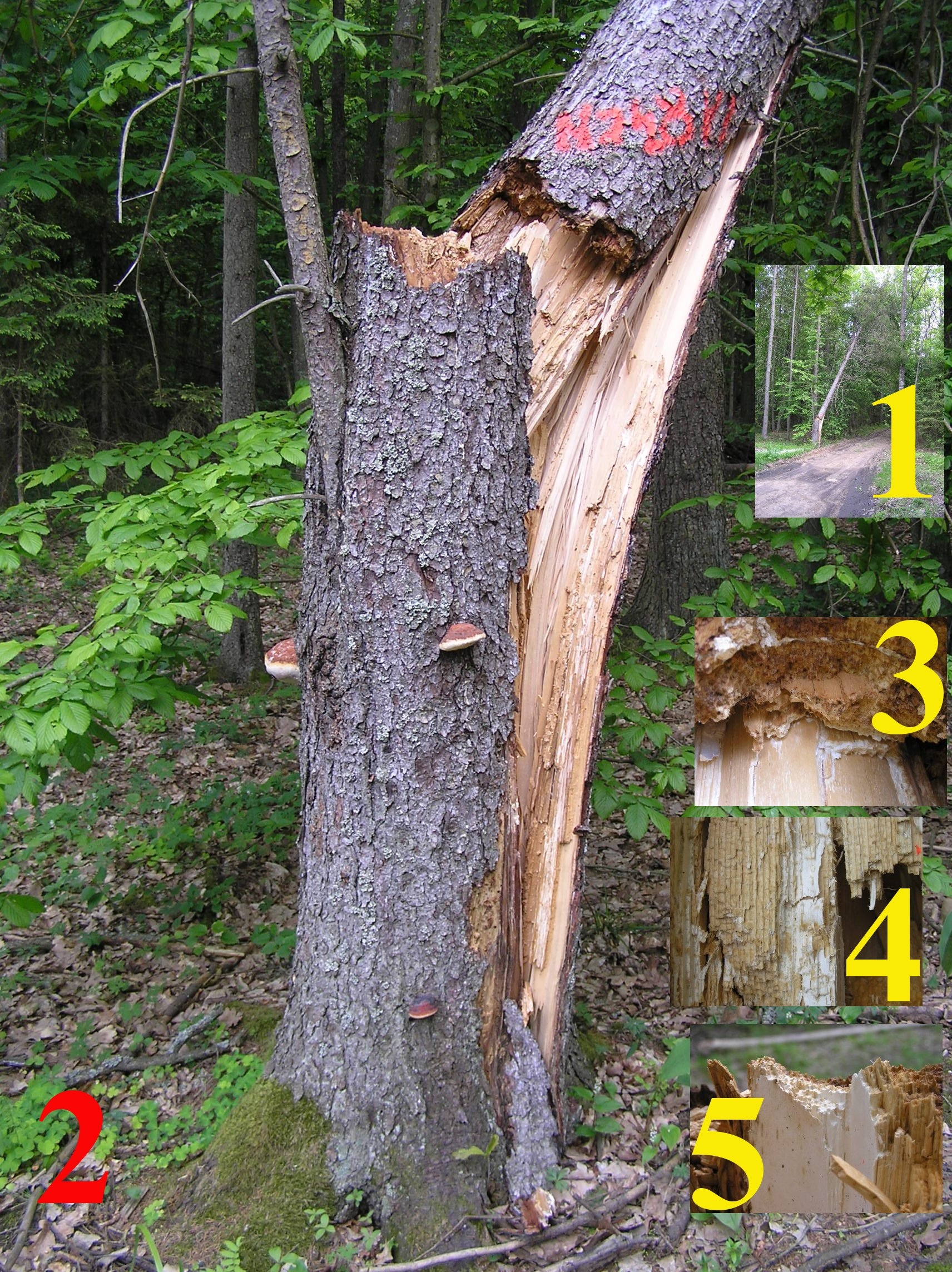
Detail zlomeného kmene.
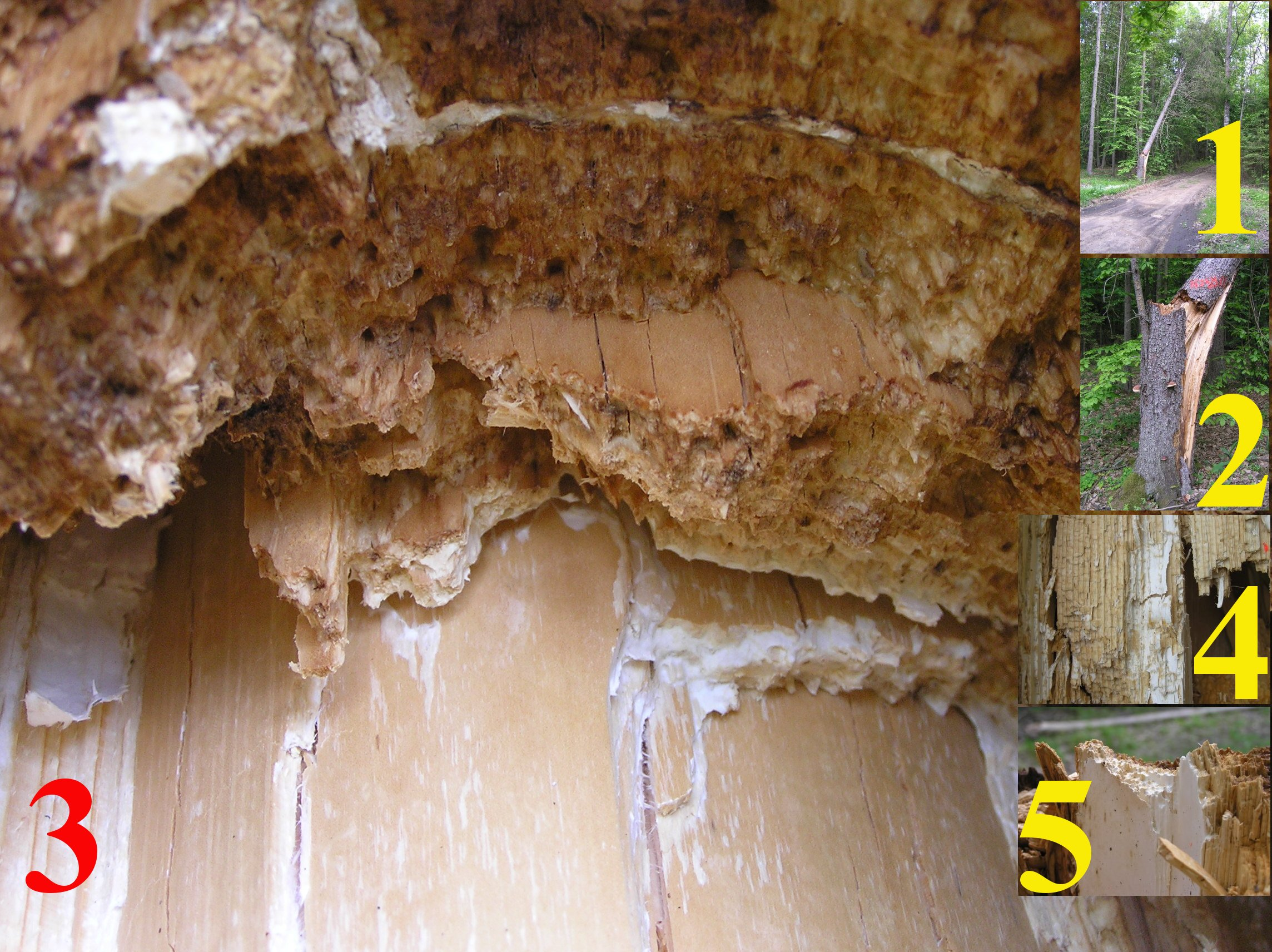
Příčný řez, pod odloupnutou kůrou je viditelné bílé syrocium, které prostupuje hnilobu v podélném směru.
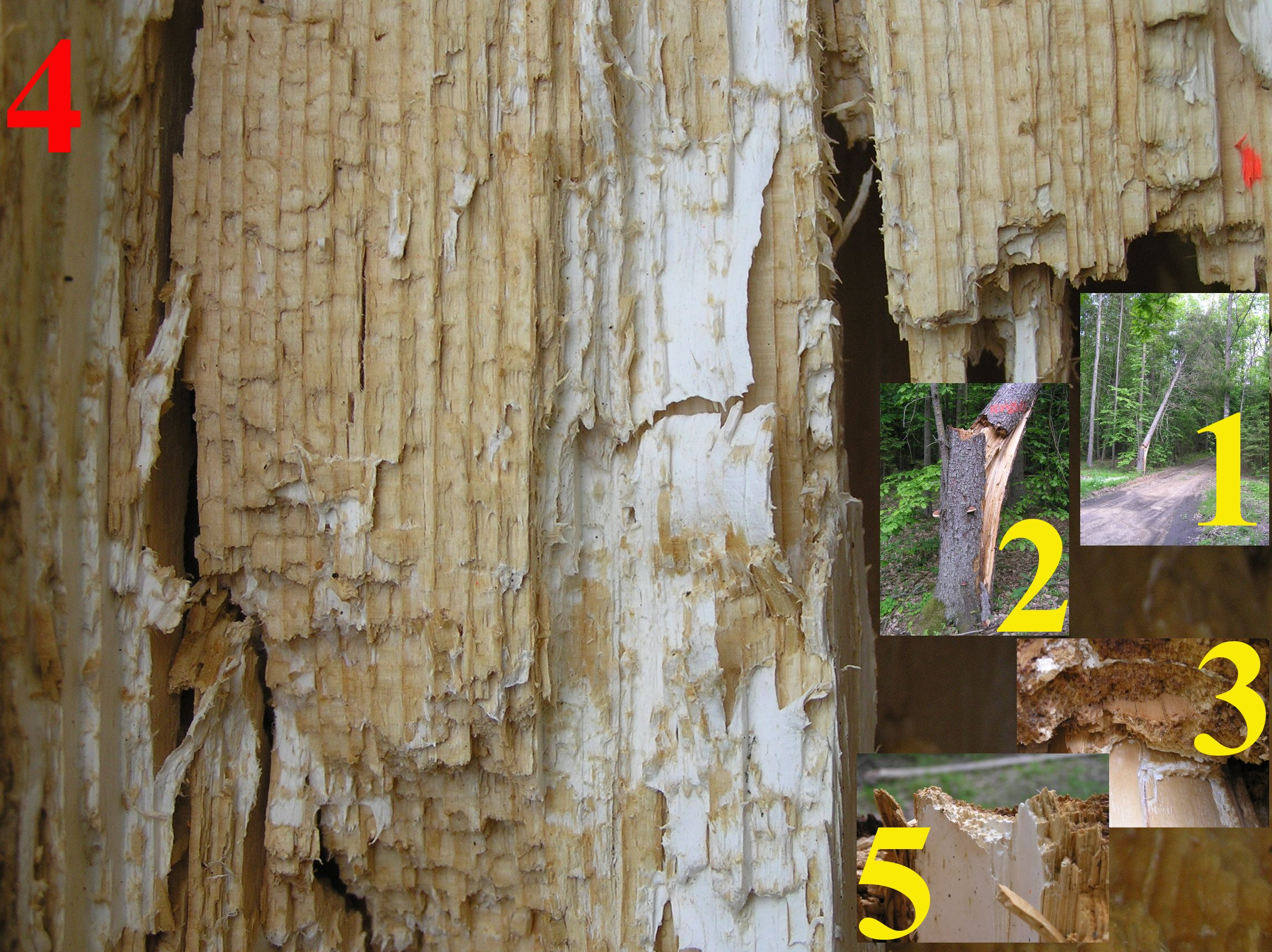
Podélný řez.

## Ekologie
Obvykle vlhčí místa a horské oblasti, ale běžně chorobu lze nalézt ve všech listnatých, jehličnatých a smíšených lesích. Také je častá v parcích a zahradách. Zde houba roste na živých či mrtvých stromech, pařezech či na hromadách větví. Plodnice lze nalézt v průběhu celého roku, jsou víceleté.

## Šíření
Sporami vzduchem.

## Ochrana rostlin
Omezit poranění kmene.

## Zajímavost
V roce 1939 byl v USA ve státě Idaho nalezen 12 milionů let starý choroš podobný zrovna troudnatci pásovanému. To dokazuje, že už v třetihorách se objevují plodnice hub podobné těm dnešním. Více fosílií nynějších chorošů se zachovalo ve vrstvách hnědého uhlí z období před třemi miliony let. Takže troudnatec pásovaný, možná patří k vůbec nejstarším druhům hub na světě .